# Großes Teufelshorn
Großes Teufelshorn är en bergstopp i Österrike, på gränsen till Tyskland. Den ligger i den centrala delen av landet, 260 km väster om huvudstaden Wien. Toppen på Großes Teufelshorn är 2 363 meter över havet.
Terrängen runt Großes Teufelshorn är bergig söderut, men norrut är den kuperad. Närmaste större samhälle är Saalfelden am Steinernen Meer, 15,3 km väster om Großes Teufelshorn. 
Trakten runt Großes Teufelshorn består i huvudsak av gräsmarker. Runt Großes Teufelshorn är det ganska glesbefolkat, med 43 invånare per kvadratkilometer.